# Harald Weiß
Harald Weiß (* 25. September 1955 in Freiburg; † 10. Oktober 2013 in Mainz) war ein deutscher Journalist und Programmchef beim Südwestrundfunk (SWR).

## Leben
Nach dem Studium der Philosophie, Vergleichenden Religionswissenschaften und Gesellschaftslehre/Wirtschaftsethik an den Universitäten Würzburg und Freiburg hat Weiß seit 1977 als freier Autor bei verschiedenen Rundfunkanstalten und Tageszeitungen gearbeitet; seit 1983 als Nachrichtenredakteur beim Südwestfunk (SWF). 
Von 1990 bis 1995 war er ARD-Korrespondent und Studioleiter für die Türkei, Iran, Griechenland und Zypern, zunächst in Athen, dann in Ankara. Seine Erfahrungen konnte u. a. 1991 Bahman Nirumand veröffentlichen. 
Weiß wechselte 1996 in das Ressort Innenpolitik und arbeitete als Studioleiter und Chefkorrespondent des Südwestfunks (SWF), nach dessen Fusion mit dem Süddeutschen Rundfunk (SDR) ab 1998 des Südwestrundfunks (SWR) in Bonn und Berlin. Nach dem Umzug der Bundesregierung war er in der Aufbauphase der Jahre 1999/2000 gemeinsam mit Jürgen Engert (Gründungsdirektor) und Ulrich Deppendorf (FS) Mitglied des Direktoriums des ARD-Hauptstadtstudios in Berlin. 
Seit 2004 verantwortete er das Radioprogramm SWR1 in Rheinland-Pfalz und arbeitete in Mainz als Stellvertretender Landessenderdirektor. Er war als Programmchef für die Strategieentscheidungen des Hörfunks zuständig, als stellvertretender Landessenderdirektor für die Entwicklung einer multimedialen Senderstruktur, die Fernsehen, Hörfunk und Internet umfasst.
Harald Weiß starb unerwartet am 10. Oktober 2013.

## Auszeichnungen
- 1989: Kurt-Magnus-Preis

## Schriften (Auswahl)
- „Um zu überleben, müssen wir für uns selbst kämpfen“. Die Kurden in der Türkei. In: Bahman Nirumand (Hrsg.): Die kurdische Tragödie. Die Kurden, verfolgt im eigenen Land (rororo aktuell). Rowohlt, Reinbek 1991, S. 140–155, ISBN 3-499-13075-0.